# Гребецкая слобода
Гребецкая слобода — исторический район Санкт-Петербурга. Образована в первые годы существования города, то есть после 1708 года, на Городовом острове. Служила местом проживания гребцов галерного флота.

## История
Гребецкая слобода основана в первые годы существования Санкт-Петербурга и заселялась по мере строительства галерного флота. Территория слободы была довольно обширной: в середине XVIII века на картах города было отмечено пять Гребецких улиц. Впоследствии осталось только две — Малая и Большая. Последняя, основанная в 1757 году, в 1932 была переименована в Пионерскую. Малая Гребецкая улица сохранилась до наших дней.